# بخش پری (کارول کانتی، اوهایو)
بخش پری (به انگلیسی: Perry Township) یک منطقهٔ مسکونی در ایالات متحده آمریکا است که در شهرستان کرول، اوهایو واقع شده‌است.
 بخش پری ۷۲٫۵ کیلومتر مربع مساحت و ۹۹۶ نفر جمعیت دارد و ۳۸۵ متر بالاتر از سطح دریا واقع شده‌است.